# Saqifa

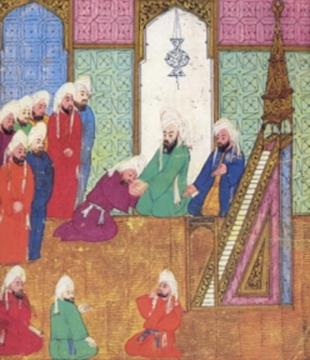
Denna bild illustrerar hur det gick till när Abu Bakr valdes till den förste kalifen.

Saqifa Bani Sa'ida (arabiska: سقيفة بني ساعدة, Saqīfat Banī Sā'idah), allmänt känt som endast Saqifa (arabiska: السقيفة, translit. al-Saqīfah), var platsen där några av den islamiske profeten Muhammeds tidigare följeslagare samlades efter profetens bortgång och svor lydnad till Abu Bakr, som då blev den första kalifen historiskt sett. Ingen från profetens familj Ahl al-Bayt var närvarande, och Ali ibn Abi Talib var upptagen med att genomföra profetens begravning just då.
Enligt Sahih al-Bukhari ville Ansar att en från dem skulle styra, och att en från Muhajirun skulle styra. Abu Bakr argumenterade för att endast Muhajirun skulle styra och att Ansar skulle vara ministrar, eftersom Quraysh är den bästa familjen bland araberna och av bäst ursprung. Abu Bakr föreslog att de skulle välja antingen Umar eller Abu Ubayda som regent. Umar sa då att Abu Bakr skulle styra. Därefter tog Umar tag i Abu Bakrs hand och svor lojalitet till honom, och därefter svor folket lojalitet till Abu Bakr.
Saqifa var en byggnad med tak i Medina som användes av Banu Sa'idah-klanen från Banu Khazraj-stammen. Saqifa betyder bland annat tak och veranda på arabiska.